# Мочарець
Моча́рець (Pseudoleistes) — рід горобцеподібних птахів родини трупіалових (Icteridae). Представники цього роду мешкають в Південній Америці.

## Види
Виділяють два види:
- Мочарець бронзовий (Pseudoleistes virescens)
- Мочарець жовтогузий (Pseudoleistes guirahuro)

## Етимологія
Наукова назва роду Pseudoleistes походить від сполучення слова дав.-гр. ψεῦδος — несправжній і наукової назви роду Leistes Vigors, 1825.